# Nate Darling
Nathan Joseph Darling (ur. 30 sierpnia 1998 w Halifaksie) – kanadyjski koszykarz, występujący na pozycji rzucającego obrońcy, od 2023 zawodnik Ontario Clippers.
W 2016 wystąpił w meczach wschodzących gwiazd – BioSteel All Canadian.
17 lutego 2023 zawarł umowę z Los Angeles Clippers na występy zarówno w NBA, jak i zespole G-League − Ontario Clippers. 21 lutego 2023 został zwolniony. 9 października 2023 podpisał  kolejny kontrakt z Clippers. 20 października 2023 opuścił klub. 30 października 2023 powrócił do składu Ontario Clippers.

## Osiągnięcia
Stan na 20 listopada 2023, na podstawie, o ile nie zaznaczono inaczej.
NCAA
- Zaliczony do I składu Colonial Athletic Association (CAA – 2020)
- Lider CAA w:
  - skuteczności rzutów za 3 punkty (2020 – 39,9%)
  - liczbie celnych (107) i oddanych (268) rzutów za 3 punkty (2020)
  - średniej minut spędzanych na parkiecie (2020 – 38,2)
- Zawodnik kolejki CAA (10.02.2020, 27.01.2020, 16.12.2019)

Reprezentacja
- Mistrz świata U–19 (2017)
- Wicemistrz Ameryki U–18 (2016)